# Sposób kredkowy

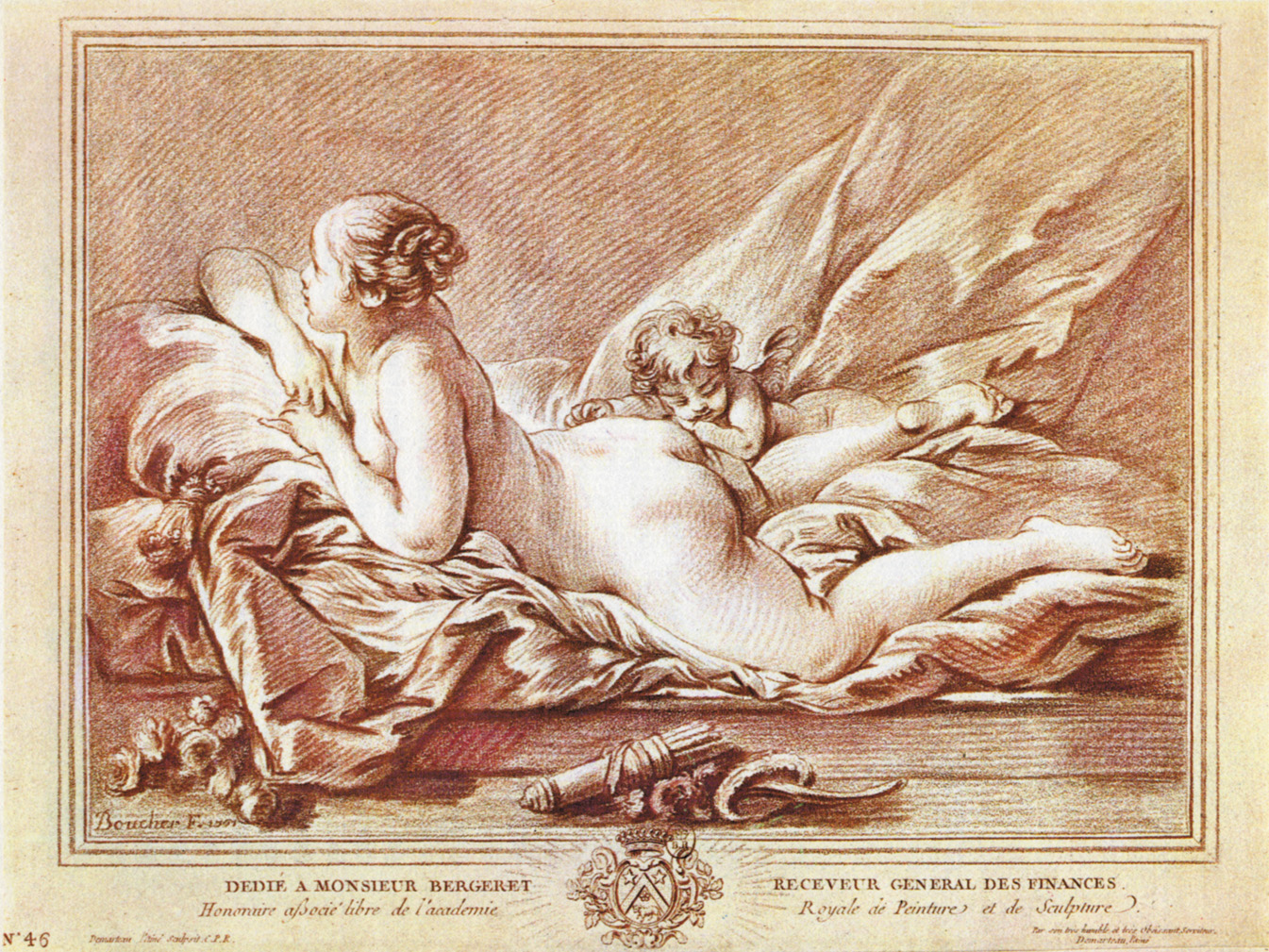
Gilles Demarteau, reprodukcja obrazu François Boucher, manière de crayon.

Sposób kredkowy (fr. manière de crayon) – technika graficzna druku wklęsłego należąca do technik trawionych. Polega na rysowaniu ruletkami o 2-3 rzędach punktów, muletkami i młoteczkami (fr. mattoir) na płytce miedzianej pokrytej werniksem akwafortowym. Trawienie przebiega jak w technice akwaforty. Odbitki wykonane w kolorze sangwiny miały imitować ślady kredek rysunkowych.
Technika ta została wynaleziona przez francuskich rytowników. Jean-Charles François (1717-1769) i Gilles Demarteau (1729-1776) doszli do niej, jak się przypuszcza, zupełnie niezależnie. Innym znanym grafikiem stosującym sposób kredkowy był Louis-Marin Bonnet. Jakob Christoph Le Blon opatentował w 1740 metodę barwnego druku tą techniką, polegającą na posługiwaniu się trzema podstawowymi płytami barwnymi.